# Volkmar Enderlein

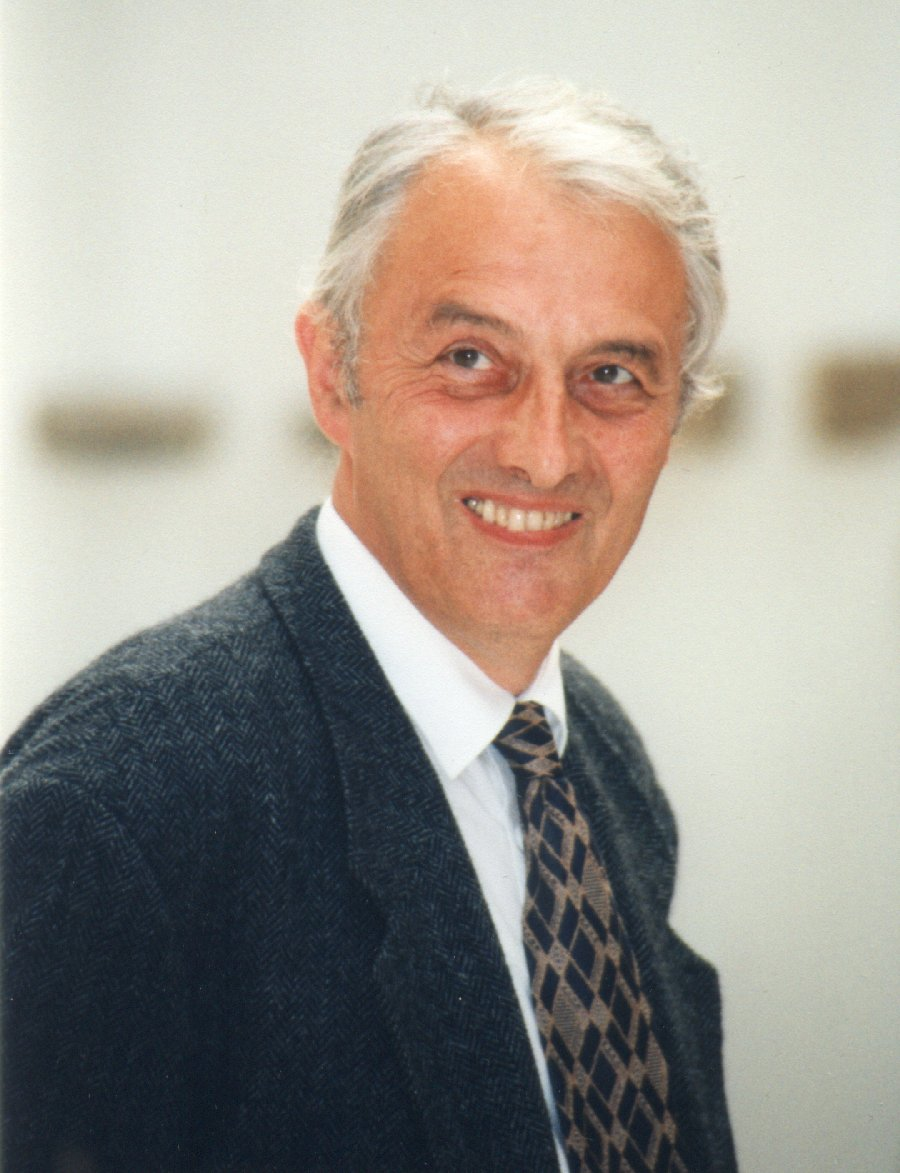
Volkmar Enderlein (1996)

Volkmar Enderlein (* 21. Juli 1936 in Oschersleben/Bode) ist ein deutscher Kunsthistoriker und Archäologe, dessen Spezialgebiet die islamische Kunst ist. Er leitete von 1965 bis 1991 das Islamische Museum in Ost-Berlin und war von 1995 bis 2001 Direktor des wiedervereinigten Museums für Islamische Kunst.

## Leben
Volkmar Enderlein verbrachte seine Kindheit in Brieg (Schlesien) und Plaue (Erzgebirge). Das Abitur legte er 1954 in Karl-Marx-Stadt ab. Er studierte von 1954 bis 1958 an der Universität Jena Klassische Archäologie, Kunstgeschichte und Alte Geschichte. Sein wichtigster akademischer Lehrer war Robert Heidenreich. 1956 und 1957 absolvierte er Praktika am Islamischen Museum in Berlin. Auf der Grundlage der während des Studiums erworbenen Kenntnisse des Pehlevi und weiterführender Untersuchungen im Berliner Münzkabinett schrieb er seine Diplomarbeit über die Münzen mit Pehlevi-Legenden aus dem Orientalischen Münzkabinett Jena.
1959 begann er als wissenschaftlicher Mitarbeiter am Islamischen Museum in Berlin, wo er sich unter anderem mit sasanidischen Siegelsteinen beschäftigte. 1965 reichte er eine Doktorarbeit über Porträtbüsten auf Siegelsteinen. Untersuchung zur Ikonographie der sasanidischen Kunst ein, die aus politischen Gründen erst 1995 zu seiner Promotion an der Universität Leipzig führte.
Ab 1. August 1965 war Enderlein kommissarischer Leiter des Islamischen Museums, wurde 1971 amtierender Direktor und am 1. September 1978 schließlich Direktor des Museums. Der lange Weg des international anerkannten Wissenschaftlers, der nicht Mitglied der SED oder einer der Blockparteien war, lässt sich ebenfalls nur durch die politische Einflussnahme auf das Museumswesen erklären. Ab 1992 war er stellvertretender Direktor des durch die Vereinigung gebildeten Museums für Islamische Kunst, das er von 1995 bis zu seinem Ruhestand 2001 als Direktor leitete.
In seiner langen Tätigkeit als Leiter und Direktor prägte Volkmar Enderlein nicht nur wesentlich die Erwerbungs- und Ausstellungstätigkeit, sondern nahm mit der behutsamen Lenkung der Tätigkeit aller Mitarbeiter auch Einfluss auf die Gestaltung der Entwicklung des Museums. Die Wiedereröffnung der Ausstellungsräume nach dem Krieg, die Aufstellung des Aleppo-Zimmers (1960) und der Gebetsnische aus Konya (1965) gehören zu den frühen Glanzlichtern seiner Laufbahn, die bereits ein wichtiges Anliegen erkennen lassen: die Verbindung von wissenschaftlich fundierter Arbeit an den Sammlungsobjekten mit der für ein breites Publikum verständlichen Präsentation von islamischer Kunst.
Während der Teilung der Sammlung hielt Enderlein den Kontakt zum Museum in Dahlem zum Teil auf konspirative Art und Weise aufrecht und sorgte u. a. gemeinsam mit Kollegen dafür, dass Kopien der auf der Museumsinsel befindlichen Dokumentation in den Westteil der Stadt gelangten. Die Zusammenführung der Sammlungen 1992 und die wesentlich von ihm geprägte Neugestaltung der ständigen Ausstellung 2001 unterstreichen die historische Bedeutung dieser Tätigkeit.
Ein besonderer Schwerpunkt seiner Arbeit war die Beschäftigung mit orientalischen Teppichen. Seine zahlreichen Arbeiten auf diesem Gebiet fanden die Anerkennung der internationalen Fachwelt. Bevor Kelims und Turkmenenteppiche in der islamischen Kunstgeschichte größere Beachtung fanden, beschäftigte sich Enderlein mit ihnen und konnte damit auch den Grundstein für Erwerbungen des Museums in dieser Richtung legen.
Die islamische Buchkunst, die Beziehungen Europas zum Orient, frühislamische Architektur sowie biographische Forschungen zu Wilhelm von Bode und Friedrich Sarre gehörten ebenfalls zu wichtigen Forschungs- und Ausstellungsthemen Enderleins.
Er ist Mitglied des Deutschen Archäologischen Instituts.

## Wichtige Ausstellungen
| 1972 | Orientalische Wirkteppiche                                                     | 14. Mai–17. September 1972       |
| 1973 | Turkmenische Teppiche                                                          | 5. September 1973–6. Januar 1974 |
| 1974 | Die islamische Welt in der europäischen Literatur des 16. bis 18. Jahrhunderts | Januar–März 1974                 |
| 1975 | Islamische Keramik aus Museen der DDR                                          | Dezember 1975–Februar 1976       |
| 1979 | 75 Jahre Islamisches Museum 1904–1979                                          | Herbst 1979                      |
| 1986 | Orientalische Kelims                                                           | 7. Mai–20. Juli 1986             |
| 1987 | Die erste türkische Gesandtschaft in Berlin 1763                               | 2. Juli–17. August 1987          |
| 1991 | Die Miniaturen der Berliner Baisonqur-Handschrift                              | 17. November 1991–1992           |
| 1993 | Die klassischen Berliner Teppiche: Fragmente und Verluste                      | 26. Mai–1. August 1993           |
| 1995 | Wilhelm von Bode und die Berliner Teppichsammlung                              | 18. Oktober 1995–14. April 1996  |

## Schriften (Auswahl)
- Orientalische Kelims. Flachgewebe aus Anatolien, dem Iran und dem Kaukasus. Henschelverlag, Berlin 1986 / Hülsey, Wesel 1986. ISBN 3-923185-03-0
- Islamisches Museum. Wegleitung. Staatliche Museen zu Berlin, Berlin 1988.
- mit Werner Sundermann (Hrsg.): Schahname. Das persische Königsbuch. Miniaturen und Texte der Berliner Handschrift von 1605. Gustav Kiepenheuer Verlag, Leipzig und Weimar 1988. / Müller & Kiepenheuer: Hanau 1988, ISBN 3-7833-8815-5
- Islamische Kunst. Verlag der Kunst, Dresden 1990, ISBN 3-364-00195-2
- Die Miniaturen der Berliner Bāisonqur-Handschrift. Staatliche Museen zu Berlin, Berlin 1991. (Bilderhefte der Staatlichen Museen zu Berlin, 1)
- mit Michael Meinecke: Graben, Forschen, Präsentieren. Probleme der Darstellung vergangener Kulturen am Beispiel der Mschatta-Fassade. In: Jahrbuch der Berliner Museen 34, 1992, S. 137–172
- Wilhelm von Bode und die Berliner Teppichsammlung. Ausstellung des Museums für Islamische Kunst anlässlich des Jubiläums Wilhelm von Bode zum 150. Geburtstag im Pergamonmuseum 18. Oktober 1995. (= Bilderhefte der Staatlichen Museen zu Berlin 84). Staatliche Museen zu Berlin, Berlin /. Gebr. Mann, Berlin 1995, ISBN 3-7861-1908-2